# Keith Newton (Bischof)

Wappen von Monsignore Keith Newton. Der lateinische Wahlspruch bedeutet: „Wir haben hier keine bleibende Stadt“.

Keith Newton (* 10. April 1952 in Liverpool, Vereinigtes Königreich) ist ehemaliger Bischof von Richborough der Church of England und seit 2011 römisch-katholischer Geistlicher sowie von 2011 bis 2024 Ordinarius des Personalordinariats Unserer Lieben Frau von Walsingham. Er ist mit Gill Donnison verheiratet und hat drei Kinder.

## Leben
Keith Newton studierte am King’s College London und am Canterbury Christ Church University und beendete am St. Augustine’s College Canterbury sein theologisches Studium. Von 1975 bis 1978 war er für die Gemeinde Great Ilford St. Mary tätig und von 1978 bis 1985 einer der Vikare von St. Matthew’s Wimbledon in Southwark. 1985 wurde er Rektor von Blantyre in Malawi und später Dekan der Blantyre Cathedral. Nach einer Stelle als residierender Geistlicher und Vikar in Holy Nativity Knowle in Bristol von 1991 bis 2001 wurde er 1997 residierender Geistlicher in All Hallows in Easton. Von 1995 bis 1998 war Keith Newton Rural Dean of Brislington in Bristol und von 1998 bis 2001 Area Dean of the New Deanery of Bristol South.

### Bischof der Church of England
Keith Newton wurde 2002 zum Bischof von Richborough ernannt. Dieses Amt war 1995 geschaffen worden, um in denjenigen Gemeinden der anglikanischen Kirchenprovinz Canterbury, die die Frauenordination nicht anerkennen, die bischöflichen Funktionen auszuüben. 

### Konversion zur römisch-katholischen Kirche
Seit 2008 stand er in Kontakt mit der Kongregation für die Glaubenslehre. Am 8. November 2010 kündigte er seinen Austritt aus der Church of England an und den Eintritt in die Römisch-katholische Kirche.
Keith Newton konvertierte am 1. Januar 2011, gemeinsam mit John Broadhurst und Andrew Burnham und ihren Ehefrauen, von der Anglikanischen Kirche zur römisch-katholischen Kirche. Am 13. Januar 2011 empfing er die Diakonenweihe durch Alan Stephen Hopes, Weihbischof in Westminster. Am 15. Januar 2011 wurde er in der Westminster Cathedral durch den Primas von England und Wales und Erzbischof von Westminster Vincent Gerard Nichols zum römisch-katholischen Priester geweiht und zugleich zum Ordinarius des durch Papst Benedikt XVI. gegründeten Personalordinariats Unserer Lieben Frau von Walsingham bestellt. Er übt dieses Amt ohne Bischofsweihe aus, da eine Zölibatsdispens für Bischöfe nicht möglich ist. Er hat jedoch die Erlaubnis erhalten, im Gottesdienst Mitra, Brustkreuz und Ring sowie einen Bischofsstab zu tragen. Am 17. März 2011 wurde er von Papst Benedikt XVI. zum Apostolischen Protonotar (ehrenhalber) ernannt mit dem Recht, außerhalb des Gottesdienstes Prälatenkleidung zu tragen. Er residierte (2015) in der ehemaligen bayerischen Gesandtschaft, London, Golden Square Nr. 24, auf der Rückseite der damit baulich verbundenen Warwick Street Church. Am 29. April 2024 nahm Papst Franziskus seinen Rücktritt an.